# Пазухино (Инза)
Пазухино — упразднённая в 1946 году деревня, вошедшая в черту города Инза Ульяновской области России. Ныне микрорайон «Пазухино» города Инза.

## География
Деревня находилась на правом берегу рек Сюксюм и Юловка, в 3 км от сельца Троицкое, в 4 км от д. Дубенки, в 4 км д. Белая Горка (Дуловка), в 4 км от с. Китовка. Ближайшие села: Сюксюм в 6 км, Труслейка в 7 км и Вырыпаевка в 12 км. Расстояние до Симбирска 160 км, до Карсуна 70 км.

## История
Деревня Пазухино основана приблизительно во второй половине XVIII века. Имение князей Гагариных. 
В 1780 году деревня Высокая, при речке Сексеме, помещиковых крестьян, из Симбирского уезда вошло в состав Карсунского уезда.
В первой половине XIX века имение переходит Пазухиным и деревня стала называться Пазухина.
На 1859 год деревня Пазухина, по дороге в город Пенза, находилась во 2-м стане Карсунского уезда Симбирской губернии.
На 1924 год д. Пазухино входила в Инзенскую волость, Китовский с/с, в который входили: с. Китовка, д. Красная Слободка и д. Пазухино.
В 1929 году деревня вошла в состав Инзенского района Средне-Волжского края.
31 октября 1946 года, Указом ПВС СССР, р. п. Инза преобразован в город Инза районного подчинения, присоединив село Китовка, деревня Пазухино (Высокое) и посёлок Красная Слободка.

## Население
- На 1780 год в деревне Высокая жило: 24 помещиковых крестьян (ревизских душ)[3];
- На 1859 год — в 16 дворах жило: 43 муж. и 52 жен.[4];
- На 1897 год в сельце Высокое Пазухино в 32 дворах жило: 98 муж. и 94 жен.[6];
- На 1900 год в сельце Высоком Пазухине в 38 двор. 137 м. и 138 ж.[7];
- На 1913 год — в сельце Высокое Пазухино в 40 дворах жило: 73 муж. и 80 жен.[8];
- На 1924 год — в 65 дворах жило 397 человек[5];
- На 1930 год — в 84 дворах жило 450 человек[9];

## Достопримечательности
- На Пазухинском кладбище находится памятник воинам, умершим от ран в санитарных поездах, установлен в 2016 году[10].
- В августе 2017 года, в районе старой школы, на территории частного домовладения, был обнаружен археологический материал. На полуметровой глубине в подпочвенном слое обнаружены изделия из камня, керамика, кость[11].